# От местопрестъплението: Маями
„От местопрестъплението: Маями“ (на английски: CSI: Miami) е разклонение на известния американски сериал на CBS - „От местопрестъплението“. Също като първия сериал „От местопрестъплението: Маями“ се върти около група криминалисти. Неговото действие се развива в Маями, Флорида.
Екипът разследва заплетени и необичайни убийства, опитвайки се да разкрие кой е убиецът и как е извършено престъплението. За разлика от другите два сродни сериала (съответно „От местопрестъплението“ и „От местопрестъплението: Ню Йорк“) тук се разследва по едно престъпление на епизод.
Сериалът се снима в САЩ и се разпространява в над дванайсет страни по света. Основната песен на саундтрака е на група Ху – "Won't Get Fooled Again". Създатели са Антъни Зайкър, Каръл Менделсън и Ан Донахю, а продуцент е Джери Брукхаймър.
На 13 май 2012 CBS обяви, че спира сериала след 10 сезона.

## Персонажи
- Лейтенант Хорейшио „Ейч“ Кейн (Дейвид Карузо) – Криминалист трето ниво началник на дневна смяна. Оглавява криминалната лаборатория на Маямското полицейско управление, анализиращ криминалист и бивш сапьор. В сезони 1 и 2, Кейн разкрива, че е научил всичко от неговия ментор, Ал Хъмфрайс (Лу Бийти младши), който е убит от експлозия докато опитва да обезвреди бомба в епизода. Кейн е за кратко женен за сестрата на Ерик Делко, Марисол (Алана де ла Гарса) което приключва с нейната смърт, причинена от снайперист на Мала Ноче. Той често носи поляризирани слънчеви очила. Озвучава се от Васил Бинев, при първата си поява в „От местопрестъплението“ от Николай Николов и Бинев съответно в дублажите на Арс Диджитал Студио и Андарта Студио, в „От местопрестъплението: Ню Йорк“ от Георги Георгиев-Гого, а в седми епизод от шести сезон на „Ню Йорк“ отново от Бинев.

- Калей Дюкейн (Емили Проктър) – Криминалист трето ниво асистент началник на дневна смяна и специалист по балистиката. Баща ѝ е пропил се юрист, който няколко пъти е опитва да се лекува. Има кратка връзка с Джон Хейгън през сезон 2; в края на сезон 3 Хейгън се самоубива, докато тя взима различно оръжие, след като по-рано в епизода той насочва пистолет върху тила ѝ. В сезон 4 има намеци, че тя е във връзка със Специален агент Питър Елиът. В началото на сезон 5, тя е временно отговаряща за лабораторията, докато Хорейшио и Делко са в Бразилия. Тя е близка приятелка на колегите си Ерик Делко и Райън Уолф. Дюкейн има кратка връзка с агента под прикритие Джейк Бъркли. Озвучава се от Елена Русалиева, в последните четири епизода от четвърти сезон от Лидия Вълкова, а при първата си поява в „От местопрестъплението“ от Христина Ибришимова съответно в дублажите на Арс Диджитал Студио и Андарта Студио.

- Ерик Делко (Адам Родригес) – Криминалист трето ниво, експерт по отпечатъците и наркотиците от кубински и руски произход. В десети епизод на сезон 4, работата на Делко е застрашена, когато е арестуван за притежание на наркотици, но става ясно, че ги е купувал за сестра си Марисол (Алана де ла Гарса), за да облекчи болките от лекуването на левкемията ѝ. Сестрата на Делко е убита от снайперист на Мала Ноче, след като се омъжва за шефа на Делко, Хорейшио Кейн. Също така той е експертът по гмурканията на екипа. Докато се опитва да спаси жена, отвлечена от беглеца Клаво Круз, Делко е критично ранен от един от хората на Круз. Той оцелява и е отново на работа в екипа. Озвучава се от Стефан Димитриев, а при първата си поява в „От местопрестъплението“ от Николай Николов и Христо Узунов съответно в дублажите на Арс Диджитал Студио и Андарта Студио.

- Офицер Наталия Боа Виста (Ева Лару) – Криминалист второ ниво, ДНК специалист, на която с пристигането ѝ е позволено да се занимава само със студени досиета, заради ограниченията на федералната ѝ стипендия. Тя и Делко се срещат известно време, връзка която завършва набързо, заради предполагаема бременност. Тя избягва от съпруга си, който я е биел, преди да се присъедини към управлението, когато нейните възки с обществото на малтретираните жени оказват ключова помощ на отдела да разплете случай с убита жена (която се оказва убита от бившия ѝ съпруг) представила се, че има нужда от защита. Като бонус към притесненията ѝ, в пети сезон открива, че бившият ѝ съпруг е излязъл от затвора, след като ѝ сервира ограничителна заповед. Той работи към компания за почистване местопрестъпления, принуждавайки я да се бори срещу заповедта, което впоследствие се случва. Двамата са в напрегнати професионални взаимоотношения до убийството на Ник, за което в началото самата Наталия е заподозряна. В епизода Tunnel Vision от шести сезон най-накрая ѝ разрешават да носи оръжие. От четвърти до шести сезон се озвучава от Силвия Лулчева, а от седми до десети от Татяна Захова.

- Райън Уолф (Джонатан Того) – Криминалист трето ниво. Работи като пътен полицай, докато не е нает от Хорейшио, който забелязва с одобрение, че Райън си пази оръжието безукорно чисто (неговият предшественик, Спийдъл, умира по време на дълг в резултат на зле поддържаното си оръжие). При първата си поява, той не става веднага част от главния състав до четвъртия си епизод. Става ясно, че Райън вярва в проклятия. По-късно Райън е пронизан в окото с пистолет за пирони. В края на 22 епизод на пети сезон Райън е уволнен за това, че е директно свързан с убийството на заподозрян и лъгането за това. В следващия епизод се появява като експерт по местопрестъпленията и бивш криминалист по телевизията. В този епизод, той се извинява на Хорейшио и му е позволено да се върне в екипа, след преразглеждането на файловете от предишните му случаи. Озвучава се от Симеон Владов.

- Сержант Франк Трип (Рекс Лин) – Детектив от отдел „Убийства“. Роден е в Тексас. Често придружава криминалистите до местопрестъпленията. Разведен е и има три деца. Озвучава се от Симеон Владов, а в 6, 9, 10 и 22 епизод от втори сезон от Стефан Димитриев.

### Бивши членове
- Тим „Спийд“ Спийдъл (Рори Кокран) – Криминалист трето ниво. Присъединява се към екипа по препоръка на Джеси Кардоса. Убит е по време на престрелка в първи епизод от трети сезон, защото оръжието му засича, тъй като не е било добре почистено. Озвучава се от Симеон Владов, а при първата си поява в „От местопрестъплението“ от Борис Чернев и Николай Николов съответно в дублажите на Арс Диджитал Студио и Андарта Студио.

- Съдебен лекар: Д-р Алекс Уудс (Канди Алегзандър) – патолог в полицейското управлението на Маями. Алекс започва медицинската си кариера в Ню Йорк като лекар и става патолог, когато се премества при екипа от криминалисти в Маями, поради лични причини. Често говори на мъртвите тела, докато ги преглежда, обикновено като начин да им даде известен комфорт в отвъдния свят. Омъжена е и има малък син и дъщеря. Алекс не е шефът на патологията, както е пояснено в един епизод. Озвучава се от Елена Русалиева, в последните четири епизода от четвърти сезон от Лидия Вълкова, а при първата си поява в „От местопрестъплението“ от Ани Василева и Христина Ибришимова съответно в дублажите на Арс Диджитал Студио и Андарта Студио.

## „От местопрестъплението: Маями“ в България
В България сериалът е излъчен по Нова телевизия. Втори сезон започва на 27 септември 2004 г., всеки делник от 21:00 с повторение на следващия ден от 03:00, а от третата седмица от 13:30. Трети сезон започва в края на 2005 г. с разписание в понеделник и сряда от 21:30, и вторник и четвъртък от 21:00 с повторение от 12:15, и завършва на 8 декември. Четвърти сезон е излъчен през 2006 г. на две части. Пети сезон започва на 27 март 2007 г. с разписание всеки вторник, сряда и четвъртък от 22:30, а на 27 юни започва и другата част епизоди от 20:00, като финалът е на 26 юли. На 2 януари 2008 г. започнаха повторения на втори сезон, всеки делничен ден от 23:45 и завършват на 4 февруари. Шести сезон е насрочен за 21 март 2008 г., но премиерата му се състои на 28 март и се излъчва всеки петък от 21:00 през първите четири седмици, а от петата, всеки вторник и четвъртък от 20:00. Местата на два от епизодите от шести сезон са разменени, вместо да се излъчат един след друг, както в САЩ, в България редът им е обратен – това са Miami Confidential и Raising Caine. От 23 май сезонът е временно спрян, като на 16 юли започват повторенията му от понеделник до събота от 22:30, а новите епизоди започват на 1 август след повторението на първата част, от понеделник до петък от 22:30 и приключват на 12 август. Техните повторения започват на 4 февруари 2009 г., всеки делник от 21:00 и приключват на 13 февруари. На 6 юли 2009 г. започнв седми сезон, всеки делник от 20:00 без прекъсване и завършва на 7 август. На 14 юни 2010 г. започва осми сезон, всеки делник от 22:00 и завършва на 15 юли. На 18 август започнват повторенията на седми сезон, всеки делник от 21:00 и се излъчват до тринайсети епизод, а след това продължават на 14 декември и приключват на 6 януари 2011 г. На 8 март започва девети сезон с разписание в сряда и четвъртък от 21:00, а последните три епизода се излъчват съответно на 11, 18 и 25 май. На 3 февруари 2012 г. същият сезон започва повторно излъчване, всеки делник от 21:00 и приключва на 5 март. На 12 юли започва десети сезон, всеки делник от 22:30, а от 30 юли от 22:00 и завършва на 8 август. На 21 януари 2013 г. започва още веднъж девети сезон, всеки делник от 20:00 и приключва на 19 февруари, а на 20 февруари започва наново десети сезон.
На 12 октомври 2009 г. започва повторно излъчване от първи сезон по Диема 2, всеки ден от 20:00 с повторение от 23:00 или малко по-късно, като приключва с последния епизод на втори сезон на 1 декември. Трети сезон започва на 19 януари 2010 г. и е последван от четвърти, който завършва на 10 март. На 28 април започва пети сезон и е последван от шести, който приключва на 12 юни. На 24 март 2012 г. започна седми сезон по обновения Кино Нова, всеки ден от 20:00 и завършва на 17 април. На 28 декември започва осми сезон.
На 5 септември 2016 г. започва повторно по „Фокс“ от понеделник до петък по два епизода от 13:30 с повторение от 06:00. На 21 септември започва втори сезон със същото разписание. На 7 октомври започва седми сезон от понеделник до четвъртък по един епизод и в петък по два епизода от 21:00 с повторение от 15:20. На 7 ноември започва осми сезон със същото разписание.
На 21 януари 2025 г. започва излъчване на първи сезон по „Би Ти Ви“ с разписание всяка делнична вечер от 22:30 ч.

## Любопитно
- В България съобщаването на номера на съответния епизод трае само през първи сезон.